# Шадибек-хан
Шадибек (Женибек, старотат. شادي بك خان‎) — хан Золотой Орды в 1399—1407 годах.
Был сыном хана Тимур-Малика. На ханский престол взошёл в качестве ставленника эмира Едигея после смерти Тимур-Кутлуга.
Убил Тохтамыша в 16-м сражении с Едигеем и Чокре. Под 1406 годом Архангелогородский летописец (входит в Устюжский летописный свод) сообщает (л. 215 об. — 216):

Тое же зимы царь Женибек уби Тактамыша в Сибирскои земли близ Тюмени, а сам седе на Орде.— Архангелогородский летописец
Шадибек не вмешивался в дела царствования, предаваясь развлечениям и удовольствиям. Благодаря этому фактически всю власть в государстве захватил темник Едигей, установивший свои порядки в Улусе Джучи (Золотой Орды).
Недовольный сложившейся обстановкой Шадибек поднял борьбу против Едигея, в которой победил последний. Шадибек бежал в Дербент, найдя убежище у эмира Дербента Шейха Ибрахима. На просьбы послов Едигея выдать темнику Шадибека Шейх Ибрахим ответил отказом. Находясь в Дербенте, Шадибек продолжал считать себя законным правителем Улуса Джучи (Золотой Орды), о чём свидетельствуют выпущенные им на Кавказе монеты.